# ジメモルファン
ジメモルファン (国際一般名：Dimemorfan。Dimemorphan と綴る場合もある) は、日本の他 スペインやイタリアなどの各国で広く使用されているモルフィナン系の鎮咳薬である。日本での一般名はジメモルファンリン酸塩で、山之内製薬 (現アステラス製薬) が開発し、1975年に日本で発売された。ジメモルファンはデキストロメトルファン  (DXM) およびその活性代謝物であるデキストロルファン (DXO) のアナログで、これらと同様に強力な σ1受容体アゴニストとして作用する (Ki=151 nM)。 一方、DXM や DXO と異なり、NMDA受容体アンタゴニストとしては作用せず (Ki = 16,978 nM)、このため解離を起こさないので副作用や乱用の可能性が相対的に低くなっている。また、DXM や DXO 同様、ジメモルファンの σ2 受容体への親和性は比較的低い (Ki = 4,421 nM)。 